# حسن حسنوف
حسن حسنوف (ترکی آذربایجانی: Həsən Əziz oğlu Həsənov / Һәсән Әзиз оғлу Һәсәнов؛ زادهٔ ۲۰ اکتبر ۱۹۴۰) سیاست‌مدار اهل جمهوری آذربایجان است. وی آخرین رهبر آذربایجان کمونیست با عنوان نخست‌وزیر آذربایجان در دوران حکومت شوروی و پس از فروپاشی شوروی و تجزیه و استقلال آذربایجان نیز در این منصب باقی ماند.